# Rohrberg, Tyrolen
Rohrberg är en ort och kommun i distriktet Schwaz i förbundslandet Tyrolen i Österrike.